# Alfred John Keene

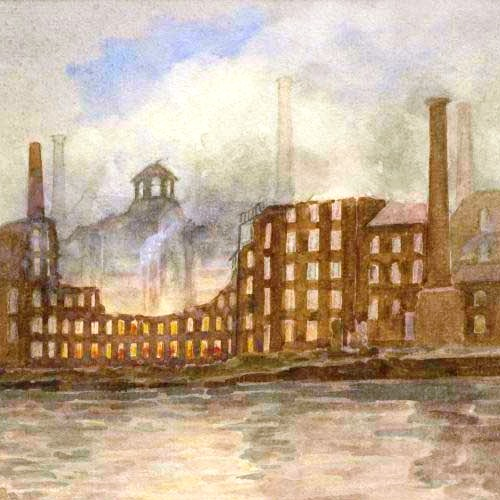
Alfred John Keene: Požár v derbské tkalcovně na hedvábí (1910)

Alfred John Keene (1864–1930) byl anglický malíř, známý svými akvarely. Působil v Derby.

## Biografie
Alfred John Keene byl čtvrtý syn fotografa Richarda Keena, který mimo jiné publikoval místní noviny Derby Telegraph. Mezi Alfredovy bratry patřili také William Caxton Keene (1855 – 1910), úspěšný malíř a rytec, a Charles Barrow Keene (1863 – 1937), vynikající fotograf. Známý pod přezdívkou Jack se Alfred John Keene mezi lety 1878 a 1895 školil na Derby Central School of Art.
Se svým bratrem Charlesem převzal po otcově smrti roku 1894 rodinný podnik. Byl jedním ze zakládajících členů Derby Sketching Clubu, založeného roku 1887. Sběratelem akvarelů Alfreda Keena byl Alfred Edward Goodey, který jich nakoupil celkem 77. Roku 1936 daroval Goodey všechna tato díla Derbskému muzeu.